# كاتدرائية القديس يوسف الكلدانية
كاتدرائية القديس يوسف أو كاتدرائية القديس يوسف اللاتينية هي كاتدرائية كاثوليكية تقع في شارع الجمهورية في بغداد، عاصمة العراق.
لأنها تقع ضمن اختصاص الكنيسة اللاتينية، يطلق عليها أحيانًا اسم كاتدرائية القديس يوسف اللاتينية من أجل تمييزها عن كاتدرائية القديس يوسف الكلدانية المخصصة لنفس القديس ولكنها تنتمي إلى الكنيسة الكلدانية الكاثوليكية (أيضًا في شركة مع الكرسي الرسولي). تعمل كنيسة القديس يوسف ككاتدرائية لأبرشية بغداد التي تأسست عام 1643 كأبرشية و رُفعت إلى وضعها الحالي في عام 1848.
تحتوي ساحة الكاتدرائية أيضًا على قبر الكاهن المسيحي اللبناني واللغوي أناستاسي ماري الكرملي.

## تاريخ

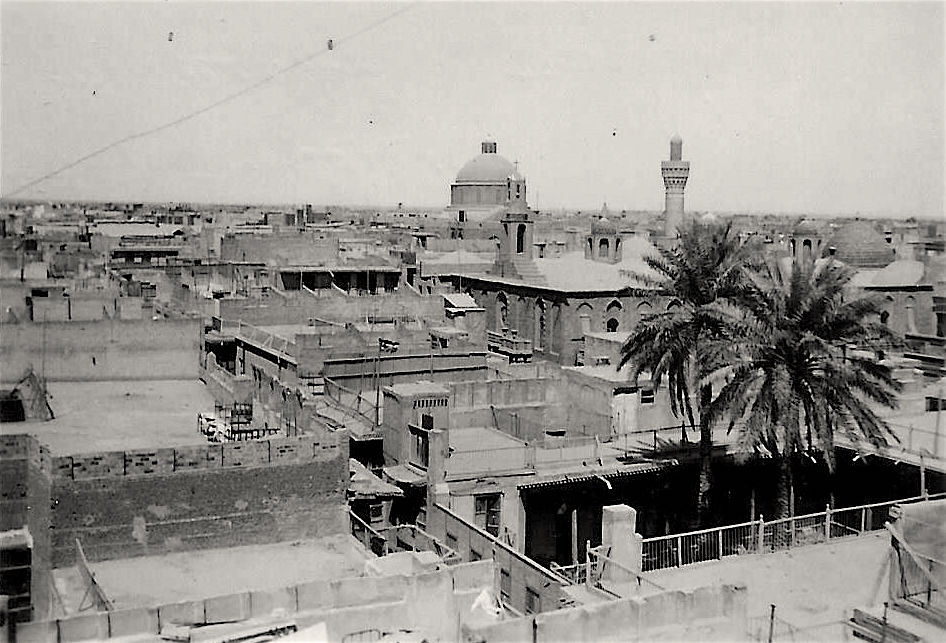
كاتدرائية القديس يوسف بجوار مسجد الخلفاء سنة 1942م.

بنيت الكاتدرائية في نهاية القرن التاسع عشر على الأرض التي كانت مدرسة تحمل نفس الاسم منذ عام 1737.انهي بنائه في بغداد عام 1871 بعد خمس سنوات من العمل بني للجالية اللاتينية في المدينة. خلال الحرب العالمية الأولى، حولت الكاتدرائية إلى مستشفى من قبل العثمانيين، ولكن بعد هزيمة العثمانيين، عادت الكاتدرائية إلى مكان للعبادة وجُددت في عام 1923. خلال الحرب العالمية الثانية، احتفلت القوات البولندية المتمركزة في بغداد في عامي 1942 و 1943 بالقداس الإلهي في الكاتدرائية مع الأساقفة. أحد هؤلاء الأساقفة، الأسقف جوزيف جاولينا، لديه تمثال برونزي مخصص له داخل الكاتدرائية.
في السنوات الأخيرة، تعاني الكاتدرائية من الإهمال بسبب الرقابة الحكومية وهي في حاجة ماسة إلى الترميم. أصبح طلاء الجزء الخارجي والقبة مهترئًا ويتطلب ترميمًا مكثفًا، ويجب معالجة المفاصل الخارجية لضمان أن يكون السقف مقاومًا للماء. كما تعاني الكنيسة من بعض الإزعاجات بسبب سوق الشورجة الذي يحيط بها وهجرة المسيحيين من المناطق المحيطة بالكنيسة إلى الأحياء الأكثر حداثة في المدينة. ورغم ذلك تظل الكاتدرائية واحدة من أهم المعالم بالنسبة للمسيحيين الذين يعيشون في الحي المسيحي القديم ببغداد.

## بنيان
بنيت الكاتدرائية على الطراز المعماري العراقي، وتستخدم الطوب التقليدي الذي كان يستخدم في العراق لبناء الهياكل، بما في ذلك المساجد والكنائس. تبلغ سماكة جدران الكاتدرائية 4 أمتار للحفاظ على الدفء في الشتاء والبرودة في الصيف، كما أن مستوى أساساتها أقل بقليل من مستوى الشارع بسبب هبوط الأرض. جميع أبواب ونوافذ المبنى محفورة، مما يمثل الهندسة المعمارية المستوحاة من العصر العباسي. ويتوج البناء قبة نصف كروية قطرها 32 متراً ذات اسطوانة دائرية ونوافذ على مستوى جناح الكنيسة وفي الأعلى صليب. تحتوي ساحة الكنيسة على مقبرة تضم قبور الآباء الكرمليين مؤسسي الكنيسة، بالإضافة إلى قبور الرهبان والراهبات. ويقع هنا أيضًا قبر أنستاس الكرملي.

## Architecture
شُيّدت الكاتدرائية بأسلوب معماري عراقي، مستخدمة الطوب التقليدي الذي طالما استُخدم في العراق في بناء المساجد والكنائس على حد سواء. وتتميّز جدرانها بسُمك يبلغ 4 أمتار، ما يساعد على حفظ الحرارة في الشتاء وتوفير البرودة في الصيف. كما أن أساسات المبنى تقع على مستوى أدنى من مستوى الشارع، نتيجة لهبوط في التربة.
وتتخذ جميع الأبواب والنوافذ شكل العقود، في إشارة واضحة إلى الطراز المعماري المستوحى من العصر العباسي. تعلو المبنى قبة نصف كروية بارتفاع 32 مترًا، ترتكز على أسطوانة دائرية تحتوي على نوافذ موزعة عند مستوى الجناح الكنسي، ويعلو القبة صليب في أعلاها.
ويضم فناء الكنيسة مقبرة تحتوي على قبور الآباء الكرمليين، وهم مؤسسوا الكنيسة، بالإضافة إلى عدد من الرهبان والراهبات، كما يوجد فيها أيضًا قبر أنستاس ماري الكرملي.
1. ↑  Khamis، Basilios (4 نوفمبر 2018). "إضاءة على مجموعة أيقونات كنيسة القديس جاورجيوس في جديدة عرطوز". Chronos. ج. 35 ع. 5: 59–80. DOI:10.31377/chr.v35i0.202. ISSN:1608-7526.